# Area fusiforme facciale
L'area fusiforme facciale  (FFA dal termine inglese fusiform face area) è una zona del sistema visivo umano specializzata per il riconoscimento dei volti. È collocata all'interno della circonvoluzione temporale inferiore, nella circonvoluzione fusiforme (area di Brodmann 37).
L'FFA umano è stato descritto per la prima volta da Justine Sergent nel 1992, ma il suo nome si deve a Nancy Kanwisher che nel 1997 ha evidenziato come l'esistenza dell'FFA sia un esempio di specificità di dominio nel sistema visivo.

## Struttura
L'FFA si trova nella via ventrale della superficie del lobo temporale sulla parte laterale del giro fusiforme. È laterale all'area del giro paraippocampale. Mostra alcune lateralizzazioni, di solito più grandi nell'emisfero cerebrale destro.
L'FFA è stato scoperto e continua ad essere studiato negli esseri umani utilizzando la tomografia a emissione di positroni (PET) e gli studi di risonanza magnetica funzionale (fMRI). Di solito, in questi studi viene chiesto al partecipante di visualizzare immagini sia normali che distorte di volti, oggetti, luoghi e corpi. Questo approccio è chiamato "localizzatore funzionale". Confrontando la risposta neurale tra le facce e le facce contorte si rivelano aree sensibili al volto, mentre il confronto tra l'attivazione corticale tra volti e oggetti rivelerà le aree selettive a particolari categorie di oggetti/volti.

## Funzione
Recenti studi hanno dimostrato che l'FFA è composto da unità funzionali, la cui stimolazione elettrica distorce selettivamente la percezione del volto, fatto che rappresenta una prova del ruolo di queste unità funzionali nel percepire l'immagine facciale. Il fatto che l'area fusiforme facciale risponda principalmente alle immagini facciali è generalmente accettato, ma si discute sulla possibilità che l'FFA sia univocamente dedicata all'elaborazione dei volti, come proposto da Nancy Kanwisher e altri, o se partecipi anche all'elaborazione di altri oggetti. L'ipotesi delle competenze, sostenuta da Isabel Gauthier e altri, offre una spiegazione su come la FFA sia selettiva per i volti nella maggior parte delle persone. L'ipotesi delle competenze suggerisce che l'area fusiforme sia una parte critica di una rete importante per individuare oggetti visivamente simili. Gauthier e altri, in collaborazione con Kanwisher, hanno svolto dei test negli esperti di auto e di uccelli evidenziando attivazioni nell'area fusiforme mentre gli esperti automobilistici stavano identificando le auto e gli esperti di uccelli stavano identificando gli uccelli. Questo esperimento è stato replicato, e sono stati ottenuti dei risultati anche per altre categorie come gli scacchi e le radiografie. Recentemente, è stato riscontrato come lo spessore della corteccia nell'FFA sia correlata alla capacità di riconoscere volti e veicoli.
Uno studio di magnetoencefalografia del 2009 ha scoperto che gli oggetti accidentalmente percepiti come facce (pareidolia), causano un'attivazione precoce (165 millisecondi) dell'area fusiforme facciale, mentre altri oggetti comuni non provocano tale attivazione.
Uno studio su un caso di agnosia ha dimostrato che i volti vengono elaborati in un modo specifico. Il paziente aveva subito danni cerebrali a seguito di un incidente d'auto, sviluppando agnosia per gli oggetti, con conseguenti grandi difficoltà nel riconoscimento degli oggetti, estesa anche a parti del corpo, escluso il riconoscimento dei volti. Uno studio successivo ha dimostrato che il paziente non era in grado di riconoscere volti invertiti o distorti, anche quelli che venivano identificati molto facilmente da soggetti normali. Questa scoperta è stata considerata una prova del fatto che l'area fusiforme è specializzata nell'elaborazione di facce con un orientamento normale.
Uno studio di elettrocorticografia ha rilevato che l'FFA è coinvolta in più fasi dell'elaborazione del viso, e che svolge la sua funzione continuamente dal momento in cui le persone vedono una faccia, dimostrando il ruolo dinamico e l'importanza che l'area fusiforme attua nell'ambito della percezione del volto.
Un altro studio ha rilevato la presenza di un'attività più intensa nella FFA nel caso in cui si veda una faccia familiare piuttosto che una non familiare. Ai partecipanti sono state mostrate diverse immagini di volti che avevano la stessa identità, familiarità o facce con identità non familiari. Si è scoperto che i partecipanti sono stati più precisi nell'accoppiare volti familiari che quelli non familiari. Usando un fMRI, hanno anche evidenziato come i partecipanti più precisi nell'identificare facce familiari avevano un'attività maggiore nell'area facciale fusiforme destra, mentre i partecipanti meno precisi negli abbinamenti avevano attività minore nell'area fusiforme destra.